# Age of Empires (seria)
Age of Empires – seria gier strategii czasu rzeczywistego wyprodukowana przez Ensemble Studios oraz wydana przez Microsoft Studios. Celem gry jest rozwijanie swojej cywilizacji poprzez zdobywanie surowców. Kiedy gracz zadba o systematyczny rozwój miasta, może podbić inne cywilizacje.

## Historia
Pierwsza część została wydana przez Microsoft 30 czerwca 1997. Umożliwia ona udział w rozwoju pierwszych cywilizacji jak Egipt, Grecja, Babilon, Hetyci, czy Asyryjczycy. Dodatek do tej gry, Age of Empires: Rise of Rome, dodaje kilka nowych cywilizacji, między innymi tytułowy Rzym, i kilka kampanii, w których gracz uczestniczy w powstaniu tego państwa. W 2002 gra została wydana dla Pocket PC.
28 września 1999 ukazała się Age of Empires II: The Age of Kings. Druga część pozwala uczestniczyć w bitwach i wojnach późnego średniowiecza i wczesnego renesansu (niektóre cywilizacje w ostatniej epoce nazywanej Imperial Age mogły używać prostej broni palnej). 24 sierpnia 2000 został wydany dodatek The Conquerors.
18 października 2005 Microsoft wydał Age of Empires III, jest to też pierwsza część serii, która ma grafikę 3D. Trzecia część opowiada o podbojach europejskich w Ameryce. Do gry zostały wydane dwa dodatki: Age of Empires III: The WarChiefs i Age of Empires III: The Asian Dynasties, które umożliwiają rozgrywkę Indianami i cywilizacjami Dalekiego Wschodu.
16 sierpnia 2011 ukazała się Age of Empires Online, która jest przeniesieniem idei Age of Empires do gry sieciowej. W tej części seria ponownie wróciła do starożytności. Gracz może pokierować jedną z czterech cywilizacji: Grecją, Egiptem, Persją lub Celtami.
Age of Empires IV ukaże się 28 października 2021 roku. W grze dostępne będą cztery kampanie historyczne, które dodatkowo będą rozgrywać się na przestrzeni kilku er. Wpłynie to na wygląd budynków i żołnierzy. Rozgrywkę będzie można prowadzić ośmioma cywilizacjami, są to między innymi: Chińczycy, Mongołowie, Anglicy, sułtanat Delhi i Normanowie. Age of Empires IV ma być dostępnę wyłącznie na PC i pojawi się na platformach Steam oraz Microsoft Store. 

## SeriaAge of Empires
- Age of Empires (1997)
  - Age of Empires: The Rise of Rome (1998)
- Age of Empires II: The Age of Kings (1999)
  - Age of Empires II: The Conquerors (2000)
  - Age of Empires II HD Edition: The Forgotten (2013)
  - Age of Empires II HD Edition: The African Kingdoms (2015)
  - Age of Empires II HD Edition: Rise of the Rajas (2016)
- Age of Empires III (2005)
  - Age of Empires III: The WarChiefs (2006)
  - Age of Empires III: The Asian Dynasties (2007)
- Age of Empires Online (2011)
- Age of Empires: Castle Siege (2014)
- Age of Empires: Definitive Edition (2018)[2]
- Age of Empires II: Definitive Edition (2019)[3]
  - Age of Empires II: Definitive Edition - Lords of the West (2021)[4]
  - Age of Empires II: Definitive Edition - Dawn of the Dukes (2021)
  - Age of Empires II: Definitive Edition - Dynasties of India (2022)
  - Age of Empires II: Definitive Edition - Return of Rome (2023)
  - Age of Empires II: Definitive Edition - The Mountain Royals (2023)
  - Age of Empires II: Definitive Edition - Victors and Vanquished (2024)
- Age of Empires III: Definitive Edition (2020)[5]
  - Age of Empires III: Definitive Edition - United States Civilization (2021)
  - Age of Empires III: Definitive Edition - The African Royals (2021)
  - Age of Empires III: Definitive Edition - Mexico Civilization (2021)
  - Age of Empires III: Definitive Edition - Knights of the Mediterranean (2022)
- Age of Empires IV (2021)
  - Age of Empires IV: The Sultans Ascend (2023)
- Age of Mythology: Retold (2024)